# Pedro Ramos
Pedro Senatore Ramos de Santis (Guayaquil, 2 mei 1968) is een voormalig voetbalscheidsrechter uit Ecuador, die jarenlang actief was in de Campeonato Ecuatoriano de Fútbol. Hij was FIFA-scheidsrechter van 2001 tot 2007. Hij leidde meerdere duels in de Copa Libertadores in de periode 2002-2006. Ramos was verder actief bij de strijd om de Copa América 2004.

## Interlands
| Datum            | Wedstrijd            | Uitslag | Competitie        | Kreeg geel | Kreeg voor de tweede keer geel en dus rood | Weggestuurd |
| ---------------- | -------------------- | ------- | ----------------- | ---------- | ------------------------------------------ | ----------- |
| 20 november 2002 | Ecuador – Costa Rica | 2 – 2   | Vriendschappelijk | ?          | ?                                          | ?           |
| 9 februari 2003  | Ecuador – Estland    | 1 – 0   | Vriendschappelijk | ?          | ?                                          | ?           |
| 9 juni 2004      | Colombia – Bolivia   | 1 – 0   | Copa América      | 4          | 0                                          | 0           |
| 26 januari 2005  | Ecuador – Panama     | 2 – 0   | Vriendschappelijk | ?          | ?                                          | ?           |
| 25 januari 2006  | Ecuador – Honduras   | 1 – 0   | Vriendschappelijk | ?          | ?                                          | ?           |